# Matadi-Kinshasa-Bahn
| Bahnhof Matadi (2015) |                   |                                   |                                   |
| Streckenverlauf 1913 |                   |                                   |                                   |
| Streckenlänge: | 365 km            |                                   |                                   |
| Spurweite: | 1067 mm (Kapspur) |                                   |                                   |
| |                   |                                   |                                   |
| \| \| 365 \| Kinshasa East (307 m) \| Kinshasa East (307 m) \| \| \| \| nach Kinshasa West \| \| \| \| \| N'Dolo \| \| \| \| \| Limete Amicongo \| \| \| \| \| Limete \| \| \| \| \| Limete UZAM (Kingabwa) \| \| \| \| \| zum Ndjili Airport \| \| \| \| \| Matete \| \| \| \| \| Rifflart \| \| \| \| \| Kilembo \| \| \| \| 338 \| Kimwenza (330 m) \| Kimwenza (330 m) \| \| \| \| Block 329 \| \| \| \| 321 \| Kasangulu (400 m) \| Kasangulu (400 m) \| \| \| \| Vindevoghel \| \| \| \| \| Bailleux \| \| \| \| \| Wolter \| \| \| \| 277 \| Sona Bata (531 m) \| Sona Bata (531 m) \| \| \| 266 \| Madima (532 m) \| Madima (532 m) \| \| \| \| Nguvu \| \| \| \| 247 \| Kisantu–Inkisi (520 m) \| Kisantu–Inkisi (520 m) \| \| \| \| Block 236 \| \| \| \| \| Marchal (580 m) \| \| \| \| 16 \| Mbanza-Ngungu (Thysville) (741 m) \| Mbanza-Ngungu (Thysville) (741 m) \| \| \| 216 \| Kiasi-Pass (669 m) \| Kiasi-Pass (669 m) \| \| \| \| Kiasi \| \| \| \| 198 \| Dethieu (454 m) \| Dethieu (454 m) \| \| \| 194 \| Kolo (439 m) \| Kolo (439 m) \| \| \| 187 \| Cattier (420 m) \| Cattier (420 m) \| \| \| 176 \| Moerbeke (400 m) \| Moerbeke (400 m) \| \| \| \| Tumba \| \| \| \| 154 \| Lukala (390 m) \| Lukala (390 m) \| \| \| 143 \| Kimpese (333 m) \| Kimpese (333 m) \| \| \| \| Malanga \| \| \| \| \| Kwilu \| \| \| \| \| Block 110 \| \| \| \| \| Block 100 \| \| \| \| 93 \| Songololo (320 m) \| Songololo (320 m) \| \| \| \| Cipello \| \| \| \| 74 \| Lufu (315 m) \| Lufu (315 m) \| \| \| \| Monolithe \| \| \| \| \| Fornasari \| \| \| \| 38 \| Kenge (265 m) \| Kenge (265 m) \| \| \| \| Tombagadio \| \| \| \| \| Bousin \| \| \| \| 8 \| Mpozo (72 m) \| Mpozo (72 m) \| \| \| \| \| \| \| \| \| (270 m) \| \| \| \| 0 \| Matadi (28 m) \| Matadi (28 m) \| \| \| \| zur Matadi-Brücke \| \| \| \| \| Petrocongo \| \| \| \| 8 \| Ango-Ango \| Ango-Ango \| |                   |                                   |                                   |
| Kopfbahnhof Streckenanfang (Strecke außer Betrieb) | 365               | Kinshasa East (307 m)             | Kinshasa East (307 m)             |
| Abzweig geradeaus, ehemals nach rechts und von rechts |                   | nach Kinshasa West                | nach Kinshasa West                |
| Bahnhof |                   | N'Dolo                            | N'Dolo                            |
| Haltepunkt / Haltestelle |                   | Limete Amicongo                   | Limete Amicongo                   |
| Dienststation / Betriebs- oder Güterbahnhof |                   | Limete                            | Limete                            |
| Haltepunkt / Haltestelle |                   | Limete UZAM (Kingabwa)            | Limete UZAM (Kingabwa)            |
| Abzweig geradeaus und nach links |                   | zum Ndjili Airport                | zum Ndjili Airport                |
| Bahnhof |                   | Matete                            | Matete                            |
| Bahnhof |                   | Rifflart                          | Rifflart                          |
| Haltepunkt / Haltestelle |                   | Kilembo                           | Kilembo                           |
| Bahnhof | 338               | Kimwenza (330 m)                  | Kimwenza (330 m)                  |
| Haltepunkt / Haltestelle |                   | Block 329                         | Block 329                         |
| Bahnhof | 321               | Kasangulu (400 m)                 | Kasangulu (400 m)                 |
| Haltepunkt / Haltestelle |                   | Vindevoghel                       | Vindevoghel                       |
| Haltepunkt / Haltestelle |                   | Bailleux                          | Bailleux                          |
| Haltepunkt / Haltestelle |                   | Wolter                            | Wolter                            |
| Bahnhof | 277               | Sona Bata (531 m)                 | Sona Bata (531 m)                 |
| Bahnhof | 266               | Madima (532 m)                    | Madima (532 m)                    |
| Haltepunkt / Haltestelle |                   | Nguvu                             | Nguvu                             |
| Bahnhof | 247               | Kisantu–Inkisi (520 m)            | Kisantu–Inkisi (520 m)            |
| Haltepunkt / Haltestelle |                   | Block 236                         | Block 236                         |
| Strecke von links · Abzweig geradeaus und nach rechts |                   | Marchal (580 m)                   | Marchal (580 m)                   |
| Kopfbahnhof Streckenende · Strecke | 16                | Mbanza-Ngungu (Thysville) (741 m) | Mbanza-Ngungu (Thysville) (741 m) |
| Haltepunkt / Haltestelle | 216               | Kiasi-Pass (669 m)                | Kiasi-Pass (669 m)                |
| Haltepunkt / Haltestelle |                   | Kiasi                             | Kiasi                             |
| Haltepunkt / Haltestelle | 198               | Dethieu (454 m)                   | Dethieu (454 m)                   |
| Bahnhof | 194               | Kolo (439 m)                      | Kolo (439 m)                      |
| Bahnhof | 187               | Cattier (420 m)                   | Cattier (420 m)                   |
| Bahnhof | 176               | Moerbeke (400 m)                  | Moerbeke (400 m)                  |
| Haltepunkt / Haltestelle |                   | Tumba                             | Tumba                             |
| Bahnhof | 154               | Lukala (390 m)                    | Lukala (390 m)                    |
| Bahnhof | 143               | Kimpese (333 m)                   | Kimpese (333 m)                   |
| Haltepunkt / Haltestelle |                   | Malanga                           | Malanga                           |
| Haltepunkt / Haltestelle |                   | Kwilu                             | Kwilu                             |
| Haltepunkt / Haltestelle |                   | Block 110                         | Block 110                         |
| Haltepunkt / Haltestelle |                   | Block 100                         | Block 100                         |
| Bahnhof | 93                | Songololo (320 m)                 | Songololo (320 m)                 |
| Haltepunkt / Haltestelle |                   | Cipello                           | Cipello                           |
| Bahnhof | 74                | Lufu (315 m)                      | Lufu (315 m)                      |
| Haltepunkt / Haltestelle |                   | Monolithe                         | Monolithe                         |
| Haltepunkt / Haltestelle |                   | Fornasari                         | Fornasari                         |
| Bahnhof | 38                | Kenge (265 m)                     | Kenge (265 m)                     |
| Haltepunkt / Haltestelle |                   | Tombagadio                        | Tombagadio                        |
| Haltepunkt / Haltestelle |                   | Bousin                            | Bousin                            |
| Haltepunkt / Haltestelle | 8                 | Mpozo (72 m)                      | Mpozo (72 m)                      |
| Brücke über Wasserlauf |                   |                                   |                                   |
| Tunnel |                   | (270 m)                           | (270 m)                           |
| Bahnhof | 0                 | Matadi (28 m)                     | Matadi (28 m)                     |
| Abzweig geradeaus, ehemals nach rechts und von rechts |                   | zur Matadi-Brücke                 | zur Matadi-Brücke                 |
| Dienststation / Betriebs- oder Güterbahnhof |                   | Petrocongo                        | Petrocongo                        |
| Betriebs-/Güterbahnhof Streckenende | 8                 | Ango-Ango                         | Ango-Ango                         |

Die Matadi-Kinshasa-Bahn ist eine Eisenbahnstrecke in Niederkongo im Westen der Demokratischen Republik Kongo in Afrika und ein wichtiger Verkehrsträger zwischen der kongolesischen Hauptstadt Kinshasa (zur Zeit des Baus Léopoldville) und der Hafenstadt Matadi am Atlantik. Sie umfährt die nicht schiffbaren Wasserfälle des Kongo unterhalb des Stanley- oder Malebo-Pools. Die Strecke ist 336 Kilometer lang und wird von der ONATRA betrieben. Auf den letzten 44 Kilometern verkehren Vorortzüge der Provinz Kinshasa.

## Geschichte

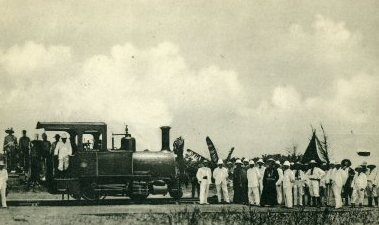
Ankunft der ersten Lokomotive in Ndolo bei Léopoldville 1898

Ab den 1880er Jahren begann die Ausbeutung des Kongo-Gebietes durch den Kongo-Freistaat, welche die großen Flüsse als Verkehrsnetz nutzte. Zwischen dem Hafen in Matadi und Kinshasa ist der Kongo wegen der Livingstonefälle auf einer Länge von rund dreihundert Kilometern nicht schiffbar. Anfänglich wurden die Wasserfälle zu Fuß mit Trägerkolonnen umgangen. Da dies nicht besonders effizient war, wurden am 31. Juli 1887 neben der Kongolesischen Gesellschaft für Handel und Industrie (CCCI) auch die Kongolesische Eisenbahn-Gesellschaft (CCFC) gegründet. Unter der Leitung von Albert Thys, der dem Etappenort Sona Qongo 1904 seinen Namen gab (Thysville, heute Mbanza-Ngungu), wurde der Bau vorangetrieben. Die Gesellschaft wurde durch die am 9. November 1889 gebildete Kongobahn-Gesellschaft mit einem Kapital von 20 Millionen Mark übernommen, woran sich der Staat Belgien mit 8 Millionen Mark beteiligte. Am 4. Dezember 1893 konnte der erste Streckenabschnitt von Matadi bis Nkenge (40 km) dem Verkehr übergeben werden. Besondere Schwierigkeiten bereiteten der Ausgang aus der Kongoschlucht durch den Canyon des M’pozo sowie die folgende Passage der Monts de Cristal. Nach nur acht Jahren Bauzeit wurden die Arbeiten 1898 beendet. Während dieser Zeit kamen 1800 Einheimische und 132 Kolonialisten ums Leben. Der harten Arbeit setzte Joseph Conrad, der selbst in der Kolonie arbeitete, in seinem sozialkritischen Roman Herz der Finsternis ein literarisches Denkmal.

## Betrieb
Trotz der technischen und finanziellen Schwierigkeiten, welche beim Bau gemeistert werden mussten, konnte die Linie bald rentabel betrieben werden. Lange war sie die einzige Verbindung Kinshasas zur Außenwelt. In den Anfängen wurden über diese Bahn hauptsächlich Elfenbein und Kautschuk exportiert. Es zeigte sich jedoch, dass die in schmaler 765-mm-Spur und mit engen Radien erbaute Bahn gewissen Einschränkungen unterworfen war. So wurde sie in den 1920er Jahren weitgehend neu trassiert und mit Schwellen für Kapspur aufgerüstet. Wo das alte Trassee weiterverwendet werden sollte, wurden Dreischienengleise eingebaut. So konnte der Betrieb am 13. Juni 1932 ohne Unterbrechung auf die neue Spurweite umgestellt werden. Die neu erstellten Kunstbauten bieten ein Lichtraumprofil, das eine Elektrifizierung zulässt. Für die Neutrassierung war ein Gebietsaustausch mit Portugal in Angola nötig. Portugal überließ Belgien 3 km² im Hinterland von Matadi gegen rund 3,5 km² in Katanga.

### Betriebliche Details
Die Bahn wurde vom 31. Juli 1889 von der in Brüssel ansässigen Kongo-Bahn-Gesellschaft (Cie. du Chemin de fer du Congo) betrieben, ab 1. Juni 1936 vom Amt für Kolonialtransportbetriebe (Office de l’Exploitation ds Transports Coloniaux; Otraco). Die heutige Betreibergesellschaft Office National des Transports (ONATRA) ging 1971 aus der Otraco hervor. Der Oberbau bestand aus Vignolschienen (33,4 kg/m) auf Stahlschwellen und weist eine maximale Steigung von 17 ‰ auf. Die Strecke misst 366 km, mit den Zweigstrecken von Matadi zum Ölhafen Ango-Ango und der neuen Trasse nach Thysville 389 km. Der minimale Bogenradius beträgt 250 m.

### Ende 20. Jahrhundert

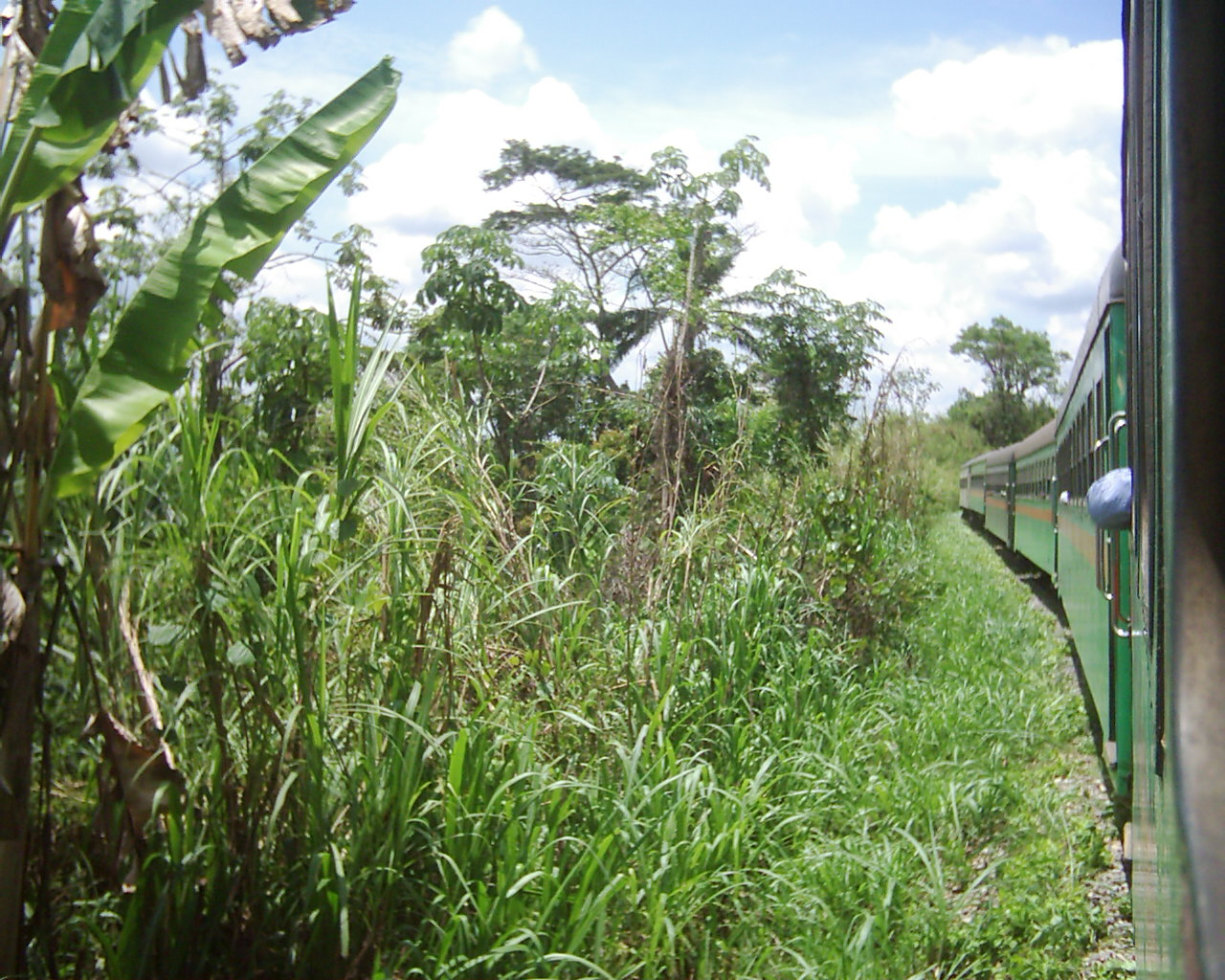
Unterwegs in der Provinz Niederkongo

Nachdem die parallel zur Bahn verlaufende Straße im Jahre 2000 wiederhergerichtet worden war, verlor die unzureichend unterhaltene Strecke viel Aufkommen an den Straßenverkehr. Bei einer Entgleisung im November 2003 stürzte ein Zug in den Kongo und zehn Reisende verloren ihr Leben. Zu jenem Zeitpunkt waren noch acht Lokomotiven betriebsfähig. Gemäß den letzten publizierten Fahrplänen verkehrt zweimal wöchentlich ein teurer Schnellzug nur mit Wagen erster Klasse mit zwölf Stunden Fahrzeit und einmal wöchentlich ein preisgünstiger Personenzug nur mit Wagen dritter Klasse mit Halt an allen Stationen, dessen Fahrt sechzehn Stunden dauert. Er heißt Kibola Bola, was auf Kikongo verfault oder verrottet bedeutet. Ein im Sommer 2006 abgeschlossener Vertrag zwischen der ONATRA und einer chinesischen Baugesellschaft sieht vor, dass die Chinesen die Strecke und das Rollmaterial sanieren sowie Sicherungs- und Fernmeldeeinrichtungen instand setzen. Darauf will die ONATRA dafür sorgen, dass die Bahn regelmäßig mit Energieträgern versorgt wird, und mit einer „aggressiven Strategie“ die verlorenen Marktanteile wieder zurückgewinnen.

### Rollmaterial

#### Anfangszeit bis 1907
66 Lokomotiven (750 mm Nennspurweite):
- 5 vierachsige Güterzuglokomotiven

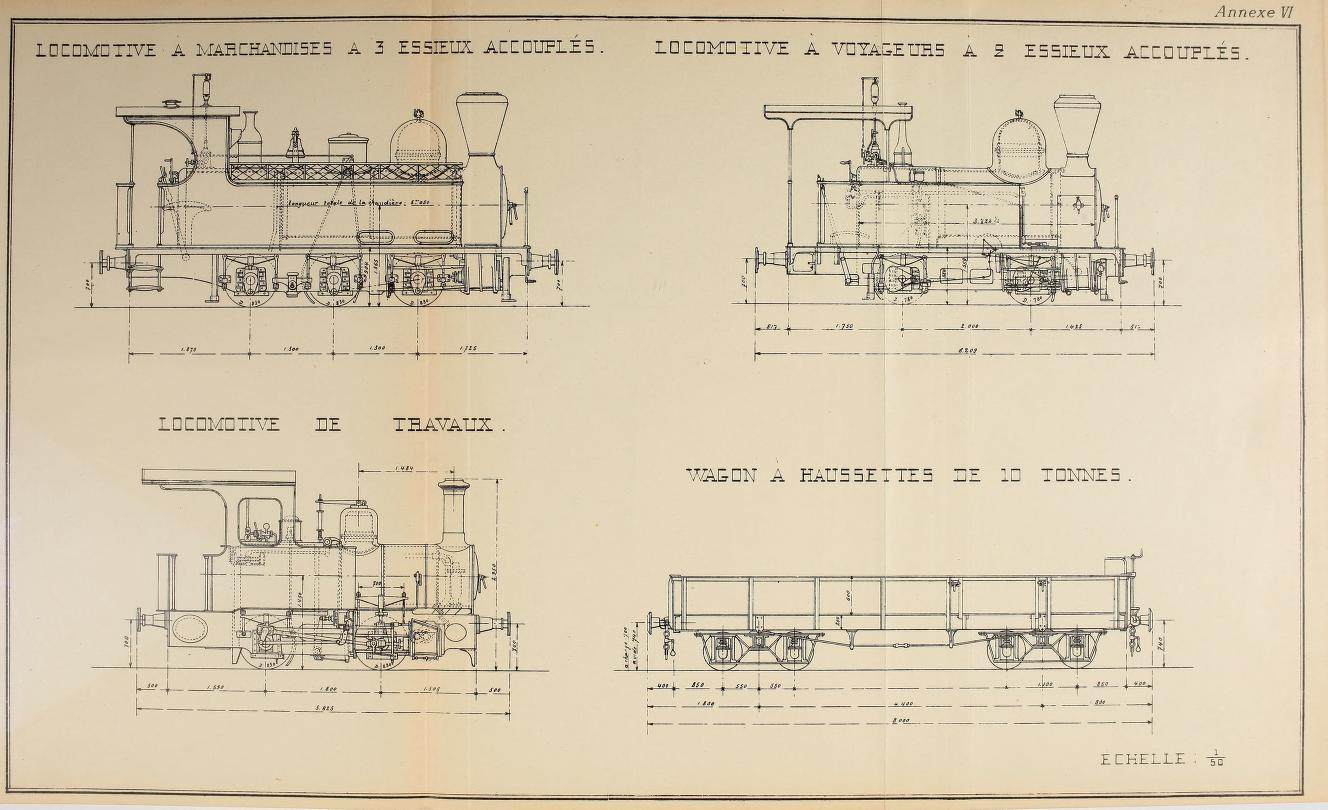
Kleine Dampflokomotiven bis 1907

- 35 dreiachsige Güterzuglokomotiven
- 10 zweiachsige Personenzuglokomotiven
- 16 zweiachsige Bauzuglokomotiven[7]

#### Vor dem Zweiten Weltkrieg
55 Dampflokomotiven (mit Kohle- und Ölfeuerung):
- 27 C n2t (Bourbonnais) à 29 t für den Rangierdienst
- 5 1’D1’ (Mikado) à 66 t für Güter- und Personenverkehr
- 17 1’D1’ (Mikado) à 79 t für Güter- und Personenverkehr
- 6 1’E (Decapod) à 82 t für Güter- und Personenverkehr

Wagenpark:
- 43 Personenwagen 1./2./3./4. Klasse und Speisewagen
- 4 Gepäckwagen
- 1530 Güterwagen diverser Typen

Das Rollmaterial war mit Janney-Kupplungen und Saugluftbremsen nach südafrikanischen Normen ausgerüstet.

#### 2003
8 Diesellokomotiven
Wagenpark:
- Personenwagen 1./3. Klasse und Buffetwagen
- Gepäckwagen
- Güterwagen diverser Typen